# Johann Ulrich Sauter
Johann Ulrich Sauter (* 20. November 1752 in Arbon; † 27. März 1824 ebenda) war ein Schweizer Politiker.

## Biografie
Johann Ulrich Sauter, Sohn des Kupferstechers Johann Georg Sauter, heiratete 1784 die Zürcherin Dorothea Waser, Tochter des Pfarrers Johann Jakob Waser. Sauter war Tuchhändler und von 1783 bis 1798 Arboner Stadtschreiber sowie 1798 Statthalter des helvetischen Distrikts Arbon. Anstelle von Hans Jakob Gonzenbach wurde Johann Ulrich Sauter 1799 zum Regierungsstatthalter des helvetischen Kantons Thurgau ernannt und übte dieses Amt neben einem kurzen reaktionären Intermezzo in Folge der österreichische Besetzung im Herbst 1802 von 1800 bis 1803 aus.
Im März 1803 leitete Sauter als Präsident der Regierungskommission im Kanton Thurgau den Übergang von der Helvetik zur Mediation. Er wurde zur selben Zeit in den thurgauischen Grossen Rat gewählt und war im April dessen Präsident. Die Wahl in den Kleinen Rat lehnte er ab. Aus dem Grossen Rat trat Sauter bereits im Juni 1803 zurück. Von 1803 bis 1816 war er Distriktspräsident und von 1816 bis 1824 Oberamtmann des Bezirks Arbon. 1813–1818 war er erneut Mitglied des Grossen Rats. In der Verfassungskommission von 1814 wehrte er sich gegen die restaurativen Tendenzen. Sauter galt als gemässigter Unitarier, der sich bemühte, die Besetzung des Thurgaus durch fremde Truppen zu vermeiden.